# Paolo Ruffini (wetenschapper)

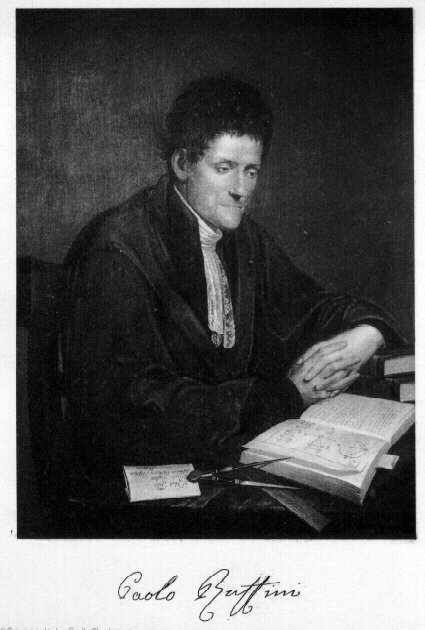
Paolo Ruffini

Paolo Ruffini (Valentano, 22 september 1765 – Modena, 10 mei 1822) was een Italiaans wiskundige, arts en filosoof.
Hij was zowel werkzaam als hoogleraar in de wiskunde als in de medicijnen.

## Leven
In juni 1788 studeerde Ruffini af in de filosofie, medicijnen en chirurgie en kort daarna ook in de wiskunde. Hij werd in 1797 professor in de wiskunde aan de Universiteit van Modena. Omdat hij geen eed wilde afleggen op de Cisalpijnse Republiek werd hij voor een jaar geschorst. Na het sluiten van deze universiteit gaf hij les aan de Artillerie- en Genieschool van de Militaire Academie van Modena
Na heropening van de universiteit van Modena in 1814, werd hij tot rector benoemd, maar hij bleef colleges geven in de toegepaste wiskunde en was ook actief als hoogleraar aan de medische faculteit. Tijdens een tyfus-epidemie in 1817 werd hij aangestoken door zijn patiënten, wat hem in 1819, ondanks een gedeeltelijk herstel, noopte om zijn hoogleraarschap aan de medische faculteit op te geven.

## Werk
Hij is bekend van de stelling van Abel-Ruffini, een incompleet bewijs, dat vijfdegraads en (hogere orde) vergelijkingen niet kunnen worden opgelost met behulp van radicalen. De groepentheoretische fundamenten waren in zijn tijd nog niet voldoende uitgewerkt. Hij droeg daar met zijn werk echter wezenlijk aan bij. Verder is hij ook bekend vanwege Ruffini's regel, een snelle methode voor de decompositie van polynomen.
Op het gebied van de filosofie wilde hij de onstoffelijkheid van ziel en geest aantonen.

## Publicaties

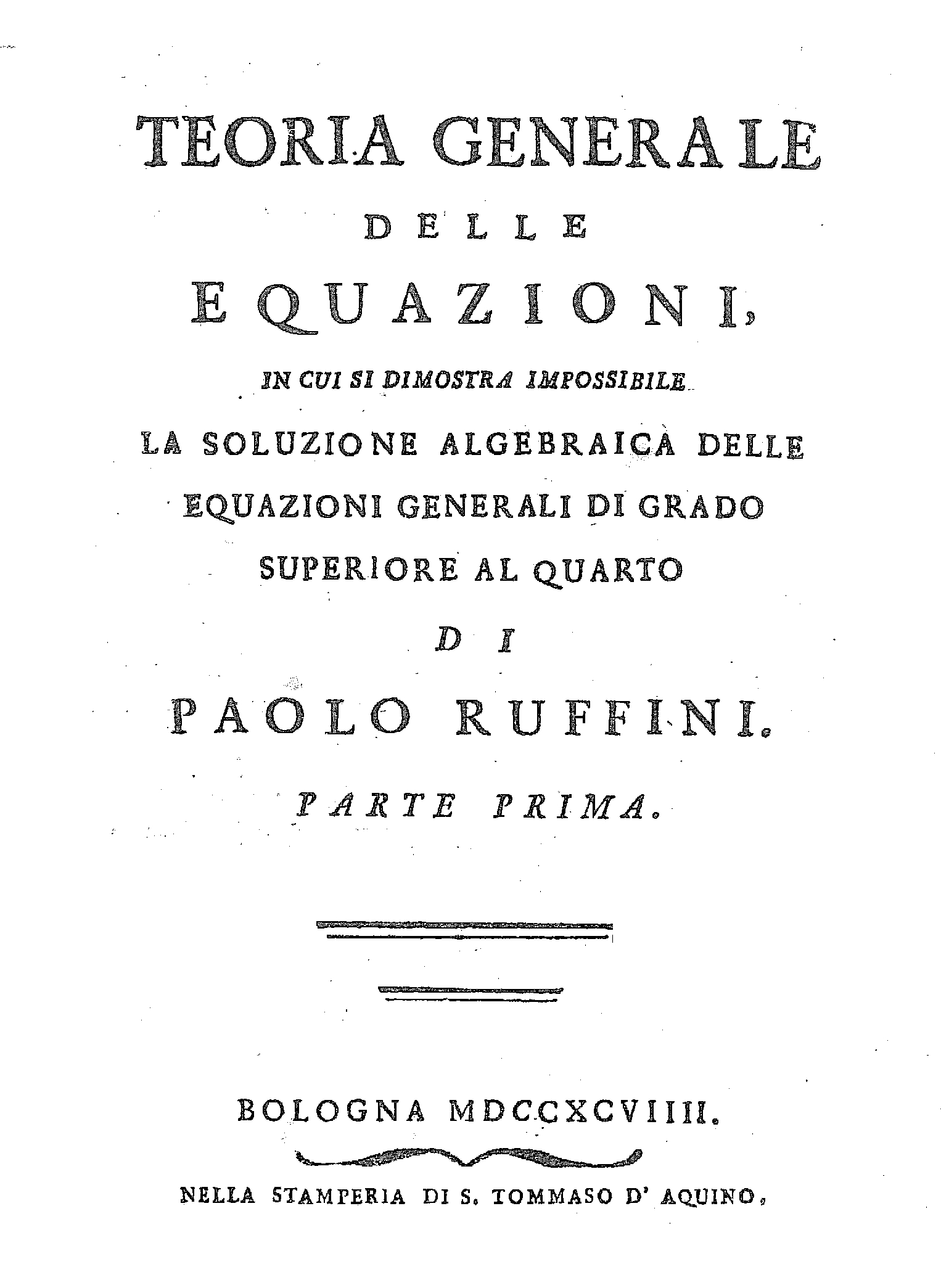
Teoria generale delle equazioni, 1799

- Teoria generale delle equazioni in cui si dimostra impossibile la soluzione algebraica di equazioni generali di grado superiore al quarto, 1799
- Riflessioni intorno alla rettificazione ed alla quadratura del circulo, 1802
- Della soluzione delle equazioni algebraiche determinate particolari di grado superiore al quarto, 1802
- Sopra la dimostrazione delle radici nelle equazioni numeriche di qualunque grado, 1804
- Della immaterialità dell'anima, Modena 1806
- Algebra elementare, 1807
- Memoria sul tifo contagioso, 1820
- Riflessioni critiche sopra il saggio filosofico intorno alle probabilità del signor conte Laplace, Modena 1821
- Opere matematiche (Verzameld wiskundig werk), Rome 1954

## Vernoemd
- Planetoïde 8524 Paoloruffini[3]